# Die unberührte Frau
Die unberührte Frau è un film muto del 1925 diretto da Constantin J. David e come protagonisti Mary Nolan, Tamara Geva e Alf Blütecher.
Il set cinematografico fu' disegnato dal direttore artistico Karl Görge.